# Irmandades da Fala
As Irmandades da Fala (en español, Hermandades del Habla) fue una organización nacionalista gallega activa entre 1916 y 1931 que desarrolló actividades políticas y culturales en Galicia.
Políticamente, representaron la superación del regionalismo en favor de un nacionalismo más explícito. Culturalmente, asumieron por primera vez el monolingüismo en gallego y llevaron a cabo iniciativas normalizadoras del mismo, impulsando la generalización de su uso en todos los ámbitos sociales y culturales.

## Origen
En el primer tercio del siglo XX (1916) Antón Vilar Ponte convocó una reunión  en el salón de la Real Academia Galega en Coruña, nace a Irmandade dos Amigos da Fala y de ahí surgiran diferentes Irmandades en Lugo, Santiago, Pontevedra... hasta constituir as Irmandades da Fala.

## Historia
La decadencia del movimiento regionalista en Galicia a finales del siglo XIX supuso una etapa de parálisis del galleguismo en general, tanto en el plano político como en el cultural. Solo a mediados de la década de 1910, algunas voces se volverían a levantar para intentar revitalizar el movimiento, diluido hasta ese momento en los intereses cosmopolitas del modernismo. 
En el contexto de la nueva configuración europea provocada por la Gran Guerra (con el reconocimiento de derechos nacionales a Polonia, Irlanda y otros países), tanto Antón Villar Ponte como Aurelio Ribalta (director del madrileño grupo de Estudios Gallegos) reclamaron la necesidad de crear una "Liga de Amigos del Idioma Gallego", lo que abrirá las puertas a la inmediata constitución de las Irmandades da Fala. 
El 5 de enero de 1916 Antón Villar Ponte empezó desde las páginas de La Voz de Galicia una campaña para la creación de esa liga y en marzo publicó el folleto "Nacionalismo gallego (Apuntes para un libro). Nuestra afirmación regional", en el que vuelve al tema de la defensa, dignificación y cultivo de la lengua. La propuesta es bien acogida por diferentes sectores ideológicos, aunque van a ser dos la tendencias principales, la de origen tradicionalista de Antón Losada Diéguez y la liberal demócrata.
El 18 de mayo de 1916, los hermanos Villar Ponte (Antón, quien sería su primer consejero, y Ramón) convocaron una asamblea en los locales de la Real Academia Gallega de La Coruña, a la que asistieron alrededor de 20 personas, entre las que se encontraba Manuel Lugrís Freire, Florencio Vaamonde Lores, Uxío Carré Aldao, Luis Porteiro Garea, Francisco Tettamancy o Ramón Villar Ponte, entre otros. En esta junta se acordó la creación de una Irmandade de Amigos da Fala. El objetivo principal de la misma era la exaltación y fomento del uso del gallego y se nombró a Antón Villar Ponte como Primer Consejero. Pero con una perspectiva más amplia que incluía el propósito de regenerar globalmente a Galicia.
A continuación, se crearon agrupaciones locales en Santiago de Compostela,el 28 de mayo de ese mismo año de 1916, presidida por Luis Porteiro Garea, y seguida por las de Monforte de Lemos, Pontevedra, Orense, Villalba, Ferrol y Betanzos. En los siguientes años siguen creándose otras hasta un total de 28, y la mayoría de ellas elaboraban boletines. En estas agrupaciones locales se fueron integrando personalidades como Aurelio Ribalta, Manuel Banet Fontenla, Antonio Noriega Varela, Ramón Cabanillas o Xoán Vicente Viqueira. En la agrupación de Ourense se integraron poco a poco otros con Antón Losada Diéguez, Vicente Risco, Ramón Otero Pedrayo y Florentino López Cuevillas. Con el tiempo también se crearon agrupaciones en Madrid, en La Habana y en Buenos Aires. 

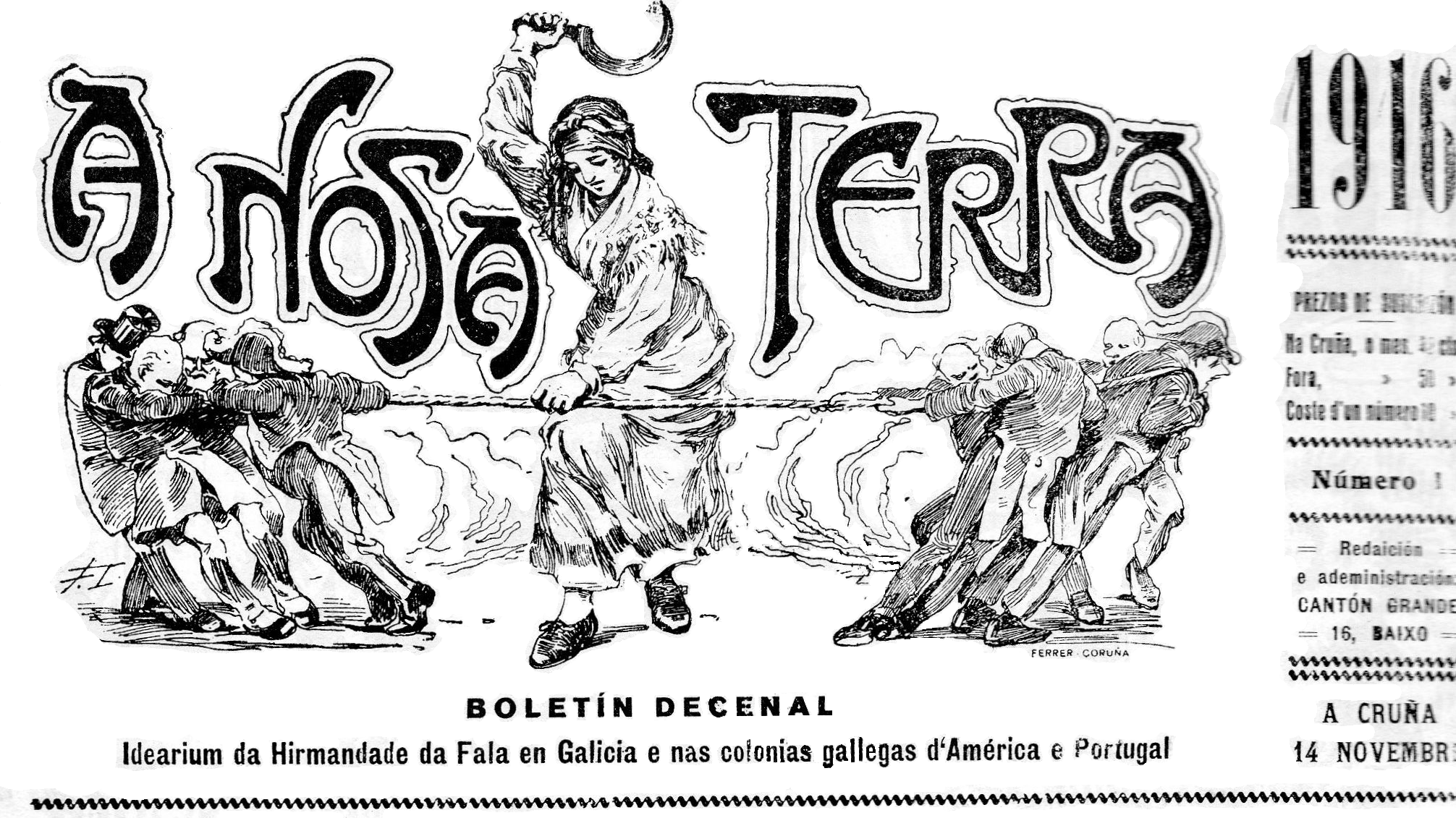
Cabecera de A Nosa Terra, órgano de expresión de As Irmandades da Fala

El 26 de abril se celebró el primer acto público, en conmemoración de los fusilamientos de Carral. Las primeras acciones de las Irmandades estaban dirigidas a la promoción de la cultura y de la lengua gallegas, con la convocatoria de cursos de gallego, recitales, juegos florales, exposiciones, etc. Pero pronto comenzaron a manifestarse también iniciativas de carácter más político, como refleja el hecho de presentar en 1918 dos candidatos a las elecciones: Porteiro Garea por Celanova y Losada Diéguez por A Estrada, con negativos resultados en los dos casos. 
El 14 de noviembre apareció su órgano oficial, A Nosa Terra, íntegramente en gallego, contando desde el principio con 2000 suscriptores.
En septiembre de 1917 colabora con la Lliga Regionalista catalana para presentarse a las elecciones parlamentarias de febrero de 1918, solo consigue competir en tres distritos y no consigue ganar en ninguno.
De la I Asamblea Nacionalista del 17 y 18 de noviembre salió un Manifiesto Nacionalista que, rompiendo definitivamente con el regionalismo, constituyó la base común de todos los programas del nacionalismo gallego hasta la Guerra Civil Española: se define a Galicia como nación, se reclama la autonomía integral de Galicia y la cooficialidad del idioma gallego.
La II Asamblea Nacionalista tendría lugar en 1919 en Santiago de Compostela, mientras que la III sería en Vigo en 1921. Es especialmente a partir de este año cuando la tendencia cultural de las Irmandades se impone sobre la política. Así, en la IV Asamblea de Monforte en 1922 las Irmandades rompen, la hermandad de La Coruña y algunas pequeñas de la misma comarca serán las que mantengan las fórmulas originales, mientras que el resto constituyen la Irmandade Nazonalista Galega (Hermandad Nacionalista Gallega) dirigida por el intelectual Vicente Risco. La hermandad coruñesa dirigida por Alfredo Somoza y Ángel Casal sigue editando A Nosa Terra durante la dictadura de Primo de Rivera.
Entre 1929 y 1930 se produce la reorganización de las Irmandades que culmina en la VI Asamblea Nacionalista en La Coruña en 1930. La VII Asamblea de Pontevedra en diciembre de 1931 acuerda la creación de un partido político que aglutinase al galleguismo, que llevará el nombre de Partido Galeguista.

## Aspectos políticos

### Afiliación
A finales de 1916, las 6 hermandades locales cuentan con 200 afiliados, y en noviembre de 1918 son 13 hermandades con 700 afiliados, siendo la más importante la de La Coruña con unos 350 afiliados. En 1919 permanecían 500 y en 1924 el número bajó a tan solo 200 afiliados. Después de la dictadura de Primo de Rivera se produce el renacer de las Irmandades que llegan a 16 agrupaciones y 700 afiliados en 1929 y 46 grupos en 1931.
La mayor parte de los afiliados eran intelectuales y miembros de otras profesiones liberales.

### El programa político y económico
En el congreso celebrado en noviembre de 1918 en la ciudad de Lugo, las Irmandades marcan su programa político con los siguientes puntos:
1. Objetivos prioritarios:

- Autonomía integral para Galicia.

- Autonomía municipal.

- Ingreso de Galicia en la Liga de las Naciones.

- Busca de unas bases para hacer posible un federalismo con Portugal.

Objetivos para Galicia: 
- El poder legislativo se encomendaba a un parlamento gallego elegido directamente por el pueblo.

- El poder judicial estaría siempre desarrollado por ciudadanos gallegos.

- Régimen tributario propio, sin intervención del poder central.

- Cooficialidad del castellano y el gallego.
- Igualdad de derechos de la mujer.
- Supresión de la Diputaciones Provinciales.
- Legislación social en las competencias que se estimen no exclusivas del Estado.

- Plena potestad docente.

- Administración (no construcción) de los ferrocarriles.

- Fijación del cupo de fuerzas que se estimen precisas para mantener el orden en el país.

- Control de la política económica, bancos no excluidos.

- Sustantividades del derecho foral gallego.

- Recuperación por parte de las aldeas de los montes comunales.

- Soberanía estética de Galicia (que se conserve en las construcciones el estilo digno y propio de cada marco geográfico).

## Aspectos literarios
Literariamente, el teatro fue objeto de mucha atención por su efectividad normalizadora (además de propagandística) de cara al gran público. Antón Villar Ponte, traductor y autor teatral, fundará junto con otros intelectuales en 1919 el Conservatorio Nazonal de Arte Galego con el objeto de renovar estética y técnicamente el teatro gallego. El proyecto, como resultado de diversas disputas entre renovadores y tradicionalistas, acabó en apenas un año, aunque en 1922 propició que se pudiese crear la Escola Dramática Galega, si bien se desarrolló como simple continuadora del teatro regionalista. 
No obstante, en las décadas de los veinte y treinta diversos autores (Ramón Cabanillas, Antón Villar Ponte, Armando Cotarelo Valledor...) desarrollan una labor de renovación con el objeto de conseguir un nuevo tipo de público. Básicamente, se trata de una ampliación temática más universalista y de un estilo más teatral y menos narrativo. La dictadura de Primo de Rivera redujo la actividad teatral a lo folclórico. 
En cuanto a la prosa de ficción, constituyó uno de los proyectos prioritarios para las Irmandades. Aparecen, así, numerosas colecciones de novela corta y relato, asociadas o no a periódicos y revistas, entre las que destacó la colección de novela corta Lar, entre 1924 y 1927, en la que publicaron Vicente Risco, Otero Pedrayo y Castelao. 
Por último, el ensayo, a través de la consolidación del periodismo gallego, fue también uno de los logros más reseñables de esta época. Destacó en este ámbito Antón Villar Ponte, quien además de su labor periodística desempeñó otra de ideólogo, ayudando al tránsito entre la concepción regionalista de la lengua gallega a una de tipo nacionalista.